# Synodontis decorus
Synodontis decorus е вид лъчеперка от семейство Mochokidae.

## Разпространение
Видът е разпространен в Демократична република Конго и Централноафриканска република.